# Fernando Asuero
Fernando Asuero né Fernando Asuero Sáenz de Cenzano à Saint-Sébastien le 29 mai 1887, mort le 2 décembre 1942 à Saint-Sébastien est un joueur de football et un médecin espagnol, créateur de la controversée  Asuerothérapie, une méthode douteuse appliquée par de petites cautérisations du nerf trijumeau pour guérir diverses maladies.

## Biographie
Fernando Asuero est né dans une famille de chirurgiens célèbres. Son grand-père, Vicente Asuero y Cortázar, était professeur de Thérapeutique en médecine générale et médecin du roi Consort Francisco de Asís. Fernando suit des études de médecine  à l'Université centrale de Madrid  et se spécialise en  Otorhinolaryngologie.
Entre 1907 et 1910, il joue plusieurs matchs pour l'Athletic Club, où il occupe le poste de gardien de but. Il est titulaire lors de la finale de la Copa del Rey de 1907. Trois ans plus tard, lors de la Coupe 1910 il jouera la finale et remportera la coupe du Roi contre Vasconia Sporting Club. Il est également le gardien de but titulaire, le 9 janvier 1910, lors de la première du maillot rouge et blanc de l'Athletic Club.
Il se rend ensuite à Paris  pour approfondir ses connaissances à la clinique du Dr Fernand Lubet-Barbon. Il exerce à l' Hôpital de la Pitié  à Paris et étudie à l' Université de Cambridge .
De retour à Saint-Sébastien, il exerce dans plusieurs cliniques, et ouvre son propre cabinet. Engagé, il est élu conseiller municipal de la ville de Saint-Sébastien entre 1923 et 1925,.